# Angerbach (Langebruckbach)
Der Angerbach ist ein oberbayrischer Bach bei Waakirchen.

## Verlauf
Der Angerbach entsteht in einem als Naturdenkmal ausgewiesenen Sumpfgebiet bei Waakirchen, fließt in dem flachhügeligen Gelände danach weitestgehend nordwärts und wird von der B 472 überquert, wo ihm noch ein kleiner weiterer Quellbach von rechts und Osten zufließt, der offenbar im Zentrum von Waakirchen entspringt, wo eine Straße (Am Angerbach) nach ihm benannt ist. Nördlich der B 472 versickert der Bach zunehmend.